# Adesmia subnuda
Adesmia subnuda es una especie de planta floral del género Adesmia, categorizada en la tribu Dalbergieae, de la familia Fabaceae.

## Distribución
Especie nativa de Perú. Crece en el bioma subtropical.

## Taxonomía
Fue descrita por (A.Gray) Burkart.
Tratamiento taxonómico
La especie aparece registrada y publicada en Darwiniana 10: 491 (1954).